# Marcello Cirillo
Marcello Cirillo (Caulonia, 24 maggio 1958) è un cantante, conduttore televisivo, attore teatrale e regista teatrale italiano.
È noto anche come ex componente del duo musicale Antonio & Marcello, formato nel 1976 a Roma con Antonio Maiello.

## Biografia

### Il duo Antonio & Marcello
Nel 1976 a Roma, in uno studio di registrazione, Marcello incontra Antonio Maiello con cui nasce una collaborazione artistica. Nel 1982 nasce il duo Antonio e Marcello, che ha un grande successo nei piano bar romani. Nel 1983 il duo viene chiamato da Gianni Ravera al Festival di Sanremo, dove si esibiscono al pianoforte dal vivo. Incidono il loro primo LP Concertando, in collaborazione con Tullio De Piscopo. Sono ospiti per sei settimane al Gran varietà di Luciano Salce in onda su Rete 4. In occasione dei 60 anni di Radio Rai (1984), Antonio e Marcello sono chiamati da Renzo Arbore a Cari amici vicini e lontani, programma televisivo sulla storia della radio e dei suoi miti. L'anno successivo sono ancora con Arbore nel programma Quelli della notte.
Nel 1987 affiancano Loretta Goggi in Canzonissime, regia di Gianni Brezza, programma televisivo dedicato alla musica italiana. Nel 1988, con Marta Flavi e Massimo Catalano, conducono su Rai 2 Improvvisando '88, un programma in 12 puntate dove il duo, accompagnato dalla Be Bop Band, improvvisa sui motivi di successo di Lucio Battisti. Scrivono inoltre le musiche per il film di Carlo Vanzina Le finte bionde, dove inoltre appaiono in un cameo. Nel 1990 inizia l'esperienza della TV quotidiana: la colonna sonora del programma di Michele Guardì I fatti vostri, recherà la loro firma per cinque anni consecutivi. Nell'estate 1995 partecipano alla trasmissione serale di Rai 2 Vita da cani, condotta da Jocelyn.
Nel 1996 il debutto teatrale: Antonio e Marcello scrivono la commedia Affari di casa, diretta da Tonino Pulci, che debutta a Taormina Arte Edizione 1996. La tournée teatrale, della quale Antonio e Marcello sono i protagonisti assieme a un'orchestra di 34 elementi, li vedrà impegnati per quasi due anni nei teatri italiani. Nel 1999, dopo più di 20 anni di sodalizio artistico con Antonio Maiello, si scioglie il duo e Marcello continua da solo la carriera artistica.

### La carriera da solista
Nel 1999 Marcello partecipa come showman alla trasmissione Mezzogiorno in famiglia su Rai 2 per le regia di Michele Guardì. Nel 2004 conduce con Tiberio Timperi e Adriana Volpe In famiglia - Le stelle a mezzogiorno su Rai 2. Mentre l'anno seguente, affiancato da una band composta da 9 musicisti, Marcello porta in giro per l'Italia il suo TribuTour, spettacolo nel quale interpreta canzoni d'autore italiane. Prosegue poi la conduzione della trasmissione di Rai 2 Mezzogiorno in famiglia, che continuerà fino alla stagione televisiva 2008-2009. Nel 2006 nasce la Bottega del Suono, scuola di musica ideata e voluta da Marcello, che ne diventa il direttore artistico. Nel 2006 e nel 2007 è impegnato come cantante in una serie di concerti di cui è autore e regista, si tratta dello spettacolo Gospel italiano insieme a Annalisa Minetti e Manuela Villa. Nel 2007 è impegnato con lo stesso trio nuovamente in una serie di concerti, si tratta dello spettacolo Cinema cinema… canzoni dal grande schermo.
Nel 2007 Marcello prende parte a Di che vizio sei?, trasmissione radiofonica di Rai Radio 2 di cui è, insieme a Claudio Rossi Massimi, autore e conduttore. Nel 2008 nasce a Roma una nuova scuola di musica della Provincia di Roma, Musica Incontro, che ha voluto Marcello Cirillo come direttore artistico. Lo stesso anno debutta al Teatro Olimpico di Roma come protagonista di un musical sulla vita di Don Bosco Don Bosco Il Musical, per la regia di Piero Castellacci, le coreografie di Claudio Meloni, le musiche di Aliscioni-Oliva, con la collaborazione artistica di Olimpio Petrossi e Adriano Maria Maiello, prodotto da Elia Faustini. Il musical sarà in scena in tutta Italia fino a giugno 2009. Nel 2009 è direttore artistico della rappresentazione canora Gospel per la pace: 13 concerti nelle cattedrali di Roma e provincia dove si esibisce con artisti come Manuela Villa e Annalisa Minetti.
Nel settembre 2009 è chiamato alla conduzione de I fatti vostri, insieme a Giancarlo Magalli, Adriana Volpe e Paolo Fox. Nel 2010, oltre a proseguire la conduzione della trasmissione televisiva, è impegnato nella Tournée teatrale di Don Bosco Il Musical, la direzione artistica della Bottega del Suono e di Musica Incontro e altri progetti. Tiene inoltre concerti in Italia e nel mondo tra cui in Russia (a Mosca, San Pietroburgo ed Ekaterinburg) ed è ospite al Kaulonia Taranta Festival con Mimmo Cavallaro.
Nel 2011 a I fatti vostri conduce i collegamenti dal Teatro Ariston del Festival di Sanremo, per l'estate nuovo tour dal titolo Una città per cantare, uno spettacolo multimediale che ripercorre attraverso degli arrangiamenti e immagini i successi musicali degli ultimi 50 anni. Debutta al Teatro Manzoni di Roma nella commedia Che cos'e questo amore per la regia di Carlo Alighiero. Esce il suo primo album di musica popolare calabrese Rolica, con Mimmo Cavallaro, Cosimo Papandrea ed i TaranProject con i quali farà una serie di concerti in Italia. Nel 2012 è impegnato nella commedia teatrale Il boss di Bogotà, con Carlo Alighiero e Rita Forte.
Nel 2013 debutta con un altro lavoro sempre al Teatro Manzoni dal titolo Un'incantevole serata!, segue un tour estivo con la big Band del maestro Demo Morselli dal titolo Che cos'è l'amor. Nel 2014 va in scena nel periodo natalizio con l'evento Gospel per la pace, una serie di concerti nei teatri, del quale è autore e regista. A ottobre 2014 è protagonista della commedia di Ray Cooney Funny Money. Nel 2015 riprende in teatro Don Bosco Il Musical, con il quale aveva debuttato nel 2008, questa volta non solo nei panni del Santo ma anche come regista dell'opera. Nel 2015 riprende in teatro Don Bosco - Il Musical con il quale ha debuttato nel 2008, questa volta non solo nei panni del Santo ma anche come regista dell'opera. 
Nel 2017 abbandona la conduzione della trasmissione I fatti vostri, dedicandosi alla sua scuola di musica che nel frattempo è diventata accademia musicale consorziata con il conservatorio Braga di Teramo. Nello stesso anno diventa inviato per Quelli che il calcio e segue in diretta su Rai 2 il Crotone.
Nel 2018 fa parte della spedizione in Africa di Pechino Express, capitanata da Costantino Della Gherardesca, facendo coppia con Adriana Volpe.
Nel 2019 oltre al tour estivo ed il gospel natalizio sempre con Demo Morselli, è protagonista e regista di uno spettacolo teatrale con Luisa Corna ed un'orchestra di 30 elementi dal titolo Primavera in teatro, da luglio a settembre, insieme ad Enrico Ruggeri, Paolo Vallesi, Mario Zanna e Dolcenera, dà il via ad un progetto dal titolo La mia libertà, portando insieme ad i suoi colleghi la musica nelle case circondariali della regione Lazio.
Nel 2020 firma un progetto web Casa Marcello, trasmesso anche su Teleuniverso, Telemia, Brixia Channel e Calabria Sona, nato in seguito alla chiusura degli eventi pubblici a causa della pandemia di COVID-19; il filo conduttore è la musica, ma ci sono anche delle rubriche curate da Annalisa Minetti (insieme al marito Michele Panzarino nella rubrica Tutto il mondo è palestra), Bruno Cirillo (master Reiki, maestro di Qi Gong), Andy Luotto (con una rubrica culinaria) e Massimo Cinque (con le riflessioni sul momento che stiamo vivendo).
Nel 2022 intraprende insieme a Demo Morselli l'Hit Parade Summer Tour a cui partecipano anche Annalisa Minetti e Luisa Corna.

## Televisione
- Festival di Sanremo (Rai 1, 1983)
- Gran varietà (Rete 4, 1983)
- Cari amici vicini e lontani (Rai 1, 1984)
- Quelli della notte (Rai 2, 1985)
- Fantastico (Rai 1, 1986)
- Canzonissime (Rai 1, 1987)
- Improvvisando ‘88 (Rai 2, 1988)
- Fate il vostro gioco (Rai 2, 1988)
- I fatti vostri (Rai 2, 1990-1995, 1999-2000, 2009-2017)
- I fatti vostri - Piazza Italia di sera (Rai 2, 1991-1996)
- I fatti vostri - Buon Anno da Piazza Italia (Rai 2, 1992-1995)
- I fatti vostri - Risultati in Piazza (Rai 2, 1994)
- Vita da cani (Rai 2, 1995)
- Telethon (Rai 1, Rai 2, 1994-2000, 2005)
- Mezzogiorno in famiglia (Rai 2, 1999-2003, 2004-2009)
- Nientepopodimenoche (Rai 1, 2000)
- In famiglia - Le stelle a mezzogiorno (Rai 2, 2003–2004)
- Oroscopo in famiglia (Rai 2, 2003-2004, 2009)
- San Valentino in famiglia (Rai 2, 2003)
- I fatti vostri - Speciale Oroscopo (Rai 2, 2010-2011)
- Pechino Express - Avventura in Africa (Rai 2, 2018) - concorrente
- Cortesie in Famiglia (st. 1 ep. 5) (Real Time, 2021) - concorrente
- Estate in diretta (Rai 1, 2022)

## Radio
- Di che vizio sei? (Rai Radio 2, 2007) - autore e conduttore

## Teatro
- Affari di casa (1996) - anche autore
- Don Bosco - Il Musical (2008-2010, 2015) - protagonista e regista
- Che cos'è... questo amore?! (2011)
- Il boss di Bogotà (2012)
- Un'incantevole serata! (2013)
- Funny Money (2014)
- Primavera in teatro (2019) - protagonista e regista

## Discografia
Album
- 1983 - Concertando Antonio e Marcello Ariston
- 1984 - BBabilonia Antonio e Marcello Emi
- 1986 - A modo nostro Antonio e Marcello Emi
- 1993 - Le canzoni della piazza Antonio e Marcello
- 1996 - Ballando ballando Antonio e Marcello Sony music
- 2008 - Don Bosco il Musical Marcello Cirillo
- 2011 - Rolica con Mimmo Cavallaro, Cosimo Papandrea ed i TaranProject

Singoli
- 1977 - Dove sei stata?/Tu dolce tu (Drag Record, DRAG 1977/3)
- Puffi la la la/Simone (con I Piccoli Melody)
- 1980 - Cara Lucy/Io grido (G & G Records, G&G 0011) (come Marcello Dopo)
- 1985 - Con tutt'o sentimento Emi
- 1987 - Per te
- 1990 - Solo un po' giusto un po'
- 2000 - La vida es un carnaval

Partecipazioni
- 1984 - Cari amici vicini e lontani
- 1985 - AA.VV. Quelli della notte
- 1985 - AA.VV. Weekend
- 2007 - Nero vero cd Groovinators Gegè Telesforo

Multimediali
- 1997 - Canta Napoli!